# Cymatura brittoni
Cymatura brittoni là một loài bọ cánh cứng trong họ Cerambycidae.